# Тупи
Тупѝ или тупинамба̀ са основните етнически групи на бразилското коренно население (бразилски индианци). Учените считат, че най-напред са се заселили в джунглите на Амазонка, но преди 2900 години са започнали да се разселват на юг и да заемат атлантическото крайбрежие. Около 1500 година, преди европейската колонизация, числеността на тупи е около 1 милион, което се равнява на населението на Португалия по това време. Тупите живеят разделени на племена с по 300 до 2000 души. Занимават се със земеделие, като отглеждат царевица, памук, боб и много други култури. Различните племена воюват непрекъснато помежду си. Пленниците биват изяждани по-късно при религиозни канибалиски ритуали. Съществува поверие, че заедно с месото на противника се усвоява и силата му. През 1557 година европейски пътеяественик издава книга в Европа, която описва канибалските им ритуали.
От 16 век нататък започва културната асимилация на коренното население, като не рядко индианците стават роби, което води до почти пълното им унищожение с изключение на тези, запазили се в индианските резервати на Бразилия.